# Gung Gombojab
Gung Gombojab, également connu en tibétain en transcription  Wylie : Kun mGon-po skaybs, est un savant mongol, membre du clan Ujumucin et directeur de l'École tibétaine de Pékin en 1722, sous la Dynastie Qing.